# Wang Yifu
Dans ce nom chinois, le nom de famille, Wang, précède le nom personnel.
Wang Yifu (né le 4 décembre 1960 à Liaoyang) est un tireur sportif chinois.

## Palmarès
Il remporte le titre olympique dans l'épreuve du pistolet 10 mètres air comprimé aux Jeux olympiques d'été de 1992 à Barcelone ainsi qu'aux Jeux olympiques d'été de 2004 à Athènes. Il remporte également la médaille d'argent dans la même épreuve lors des Jeux olympiques d'été de 1996 à Atlanta et aux Jeux olympiques d'été de 2000 à Sydney. Il obtient aussi une médaille d'argent lors des Jeux olympiques d'été de 1992 à Barcelone dans l'épreuve du pistolet libre 50 mètres, épreuve dans laquelle il remporte le bronze lors des Jeux olympiques d'été de 1984 à Los Angeles.